# سگ ولگرد (مجموعه داستان)
سگ ولگرد آخرین مجموعه داستان کوتاه صادق هدایت است که نخستین بار در سال ۱۳۲۱ خورشیدی (۱۹۴۲ میلادی) توسط انتشارات بازرگانی نجات در ۱۳۴ صفحه در تهران منتشر شد. این کتاب شامل هشت داستان کوتاه است که بیشتر آن‌ها پیش از ۱۳۲۰ خورشیدی نوشته شده بوده‌اند ولی به دلیل وجود محدودیت و سانسور دولتی رضا شاه، چاپ آن‌ها ممکن نبوده است.
مجموعهٔ داستان سگ ولگرد بارها توسط ناشرهای گوناگون چاپ شده است که از جملهٔ این چاپ‌ها می‌توان به چاپ انتشارات امیرکبیر در ۱۳۳۸ خورشیدی و چاپ انتشارات جاویدان در ۱۳۵۶ خورشیدی اشاره کرد.

## داستان‌ها
- «سگ ولگرد»
- «دن‌ژوان کرج»
- «بن‌بست»
- «کاتیا»
- «تخت ابونصر»
- «تجلی»
- «تاریک‌خانه»
- «میهن‌پرست»[۳]

## نقدها
به‌گفتهٔ محمد بهارلو داستان‌های مجموعهٔ سگ ولگرد که از آخرین داستان‌های صادق هدایت بوده و در فاصلهٔ سی تا چهل‌سالگی او نوشته شده‌اند، محصول زندگی خلّاق هدایت هستند و توانایی ذوق‌ورزی و آفرینندگی او را نشان می‌دهند. از دیدگاه بهارلو خواننده تقریباً در هر هشت داستان این مجموعه، بیش از هر چیز با تنهایی، بیگانگی، نومیدی و اضطراب آدم‌ها مواجه است. بهارلو همچنین راوی این داستان‌ها را راویِ عمیقی نامیده است که در زیر پوستهٔ واقعیت‌ها و در عمق وجود آدم‌ها کاوش می‌کند.